# Rio Aluniș (Tecșe)
O Rio Aluniş (Tecşe) é um rio da Romênia afluente do rio Nireş (Aita), localizado no distrito de Covasna.